# Lithops lesliei
Espèce
Classification APG III (2009)
Synonymes
Synonymes homotypiques : 
- Mesembryanthemum lesliei NEBr.(1912)

Synonymes hétérotypiques : 
- Lithops venteri Nel in Succulenta (1940)
- Mesembryanthemum ferrugineum Schwantes dans Monatsschr.(1922)

Lithops lesliei est une espèce de plante à fleurs vivace succulente de la famille des Aizoaceae. La plante est récoltée pour ses propriétés médicinales et est donc devenue menacée.

## Description
Lithops lesliei présente la morphologie typique du Lithops avec deux feuilles épaisses et charnues dont la partie supérieure est formée d'un tissu translucide qui laisse entrer la lumière dans la partie souterraine de la plante. Les feuilles sont marron-gris et de tailles variées avec en surface un dessin différent selon les espèces. Ces feuilles sont séparées par une fissure d'où apparaît une fleur jaune à la fin du printemps.

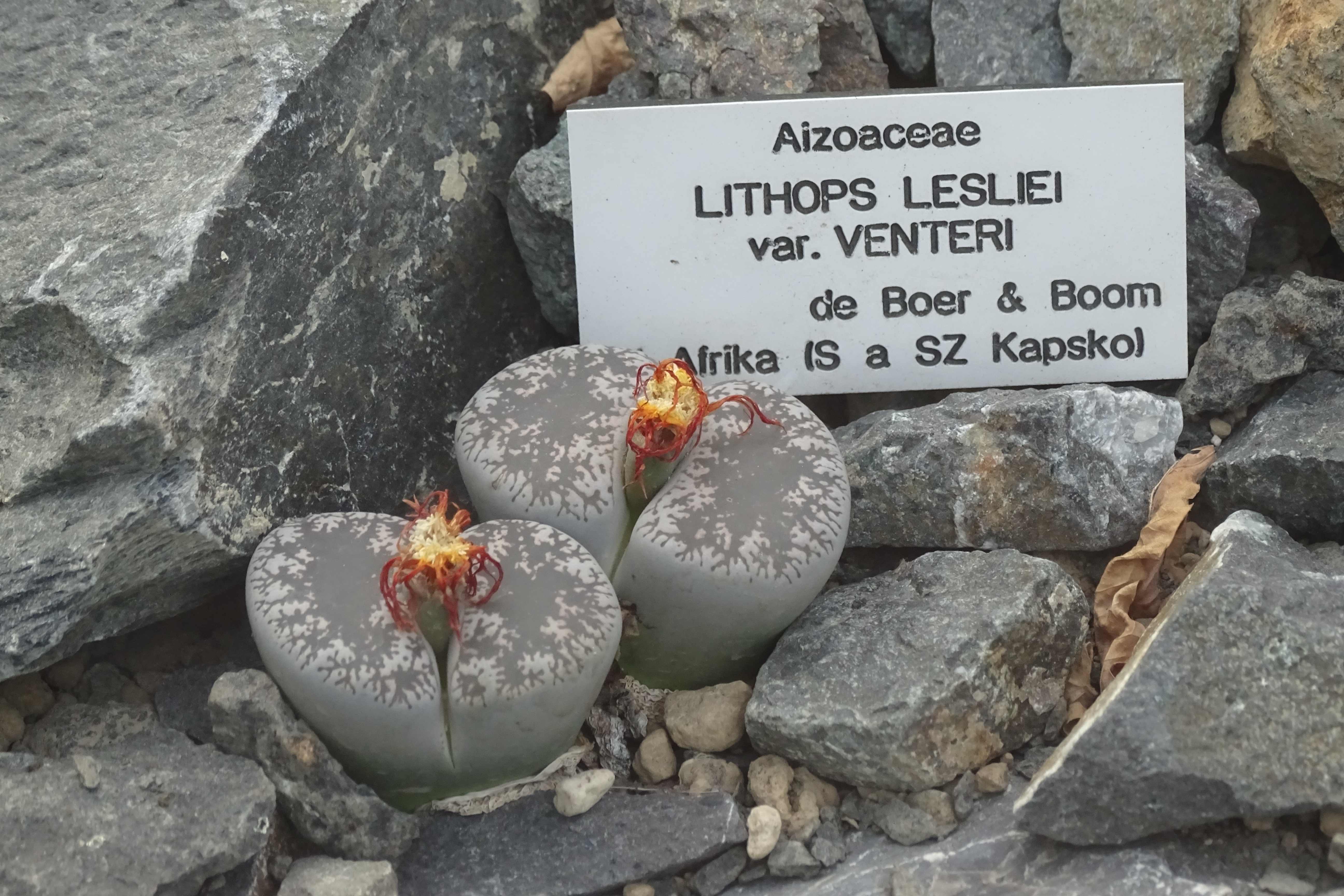
Lithops lesliei var. venteri contre Botanické zahradě contre Praze

## Répartition
Cette espèce se trouve dans les zones rocheuses des prairies et des savanes où il pousse à l'ombre d'une autre plante. On le trouve plus particulièrement dans les zones d'Afrique du Sud avec des précipitations estivales, mais elle n'y est pas endémique. La présence de plants de cette espèce a récemment  diminué de 15 %, avec des prévisions selon lesquelles cette tendance se poursuivra. Les plantes sont récoltées pour être vendues sur les marchés à des fins médicinales. Bien que cette espèce soit encore assez présente, se prédation dans les zones urbaines en fait une espèce menacée en Afrique du Sud.

## Culture
Lithops lesliei est couramment utilisé comme plante d'intérieur ou pour l'aménagement paysager. Il demande un sol extrêmement bien drainé.
Comme tous les  Lithops , il respecte des cycles annuels, après la floraison une nouvelle paire de feuilles apparait qui remplace l'ancienne. Les Lithops doivent alors être maintenus au sec dès la fin de cette floraison, jusqu'à ce que les vieilles paires de feuilles soient complètement remplacées.
De l'espèce Lithops, L. lesliei est l'une des espèces les plus tolérantes aux arrosages incorrects occasionnels, et donc parmi les plus faciles à cultiver (avec L. salicola, L . hookeri et L. aucampiae). Cette plante est récipiendaire du Award of Garden Merit de la Royal Horticultural Society.